# Dialeuropora portugaliae
Dialeuropora portugaliae là một loài côn trùng cánh nửa trong họ Aleyrodidae, phân họ Aleyrodinae.
Dialeuropora portugaliae được Cohic miêu tả khoa học đầu tiên năm 1966.